# Marcel Aymé

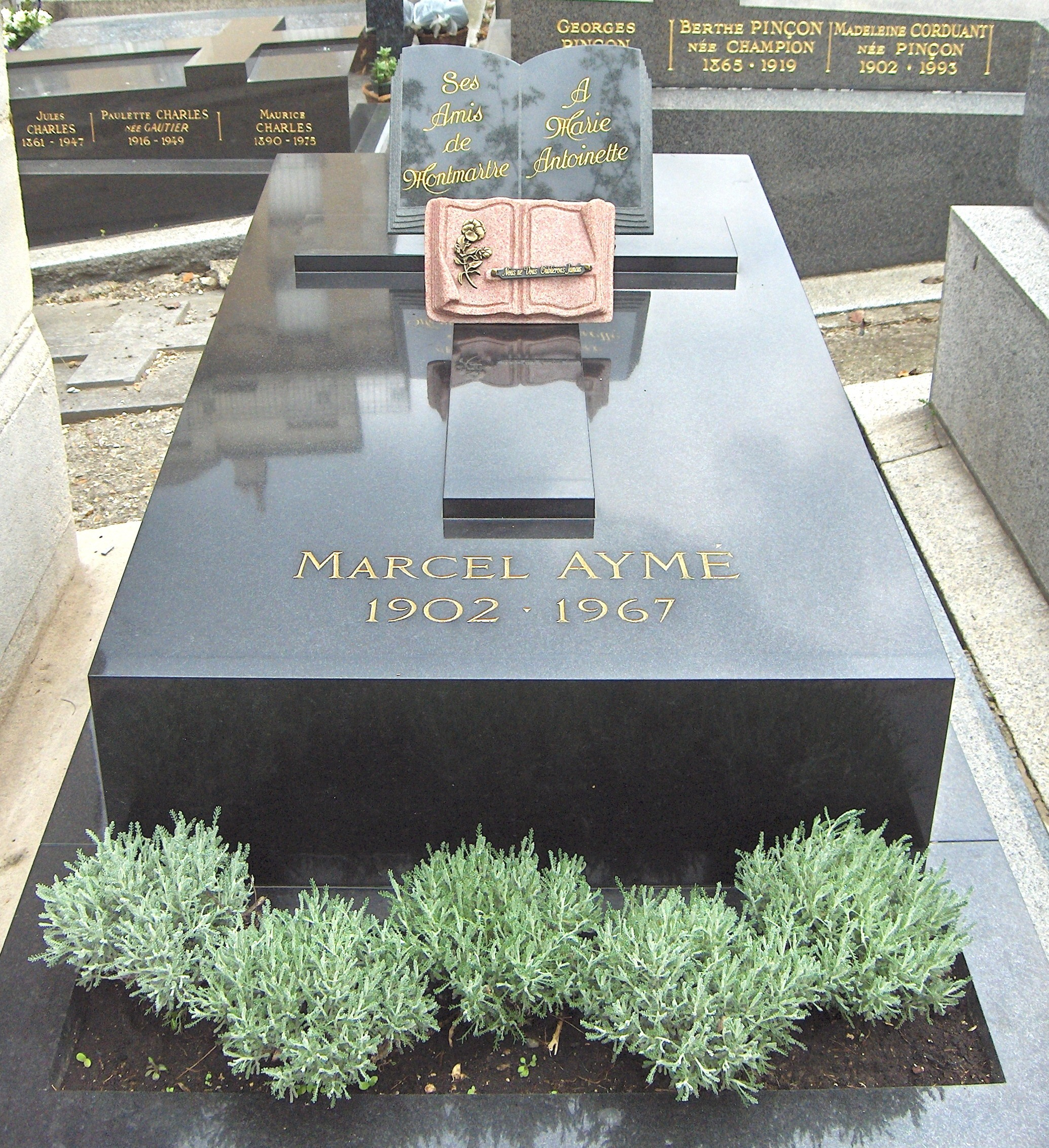
Túmulo de Marcel Aymé. Cimetière Saint-Vincent, Paris

Marcel Aymé (29 de março de 1902 - 14 de outubro de 1967) foi um romancista e dramaturgo francês, que também escreveu roteiros e obras para crianças.

## Biografia
Marcel André Aymé nasceu em Joigny, na região da Borgonha, na França, o caçula de seis filhos. Seu pai, Joseph, era ferreiro, e sua mãe, Emma Monamy, morreu quando ele tinha dois anos, depois que a família se mudou para Tours . Marcel foi enviado para viver com os avós maternos em Villers-Robert, local onde passaria os próximos oito anos, e que serviria de modelo para a aldeia fictícia de Claquebue naquela que talvez seja o mais conhecido de seus romances, La jument verte . Em 1906 Marcel entrou na escola primária local. Como seu avô era um republicano anticlerical convicto, ele era desprezado por seus colegas de classe, muitos dos quais pais tinham opiniões mais tradicionais. Assim, Marcel não foi batizado antes de completar oito anos, quase dois anos após a morte de seu avô em 1908. Órfão mais uma vez quando sua avó morreu dois anos depois, ele viveu brevemente com outros membros da família antes de se mudar para Dole, uma pequena cidade da região de Franche-Comte, para ficar com uma tia e frequentar o Collège de l'Arc, onde demonstrou mais habilidade em matemática do que em literatura. Seus anos na escola foram uma experiência desagradável que ele nunca olharia para trás com carinho.
Apesar dos problemas de saúde que começaram quando criança, Aymé conseguiu cumprir o serviço militar, iniciado em 1919, como parte de uma unidade de artilharia na Renânia ocupada . Em 1923 mudou-se para Paris, onde trabalhou sem sucesso em um banco, uma companhia de seguros e como jornalista. Embora tenha falhado em sua carreira como repórter, sua passagem pelo jornal permitiu que ele descobrisse seu amor pela escrita.
Seu primeiro romance publicado foi Brûlebois (1926), e em 1929 seu La Table aux crevés ganhou o Prix Renaudot . Após o grande sucesso de seu romance La jument verte (1933), ele se concentrou principalmente em escrever e publicar histórias infantis, romances e coleções de histórias. Em 1935 ele também começou a escrever roteiros de filmes. No teatro, Marcel Aymé fez sucesso com suas peças Lucienne et le boucher, Clérambard (1949), uma farsa, e Tête des autres (1952), que criticava a pena de morte.
Ele morreu em 1967 e foi enterrado no Cimetière Saint-Vincent no bairro de Montmartre de Paris .